# Радиометар
Радиометар је уређај који служи за мерење флукс зрачења (моћи) електромагнетне радијације. Уопштено, термин радиометар се означава инфрацрвени детектор зрачења, али то укључује детекторе који раде на било којој електромагнетној таласној дужини.
Уобичајени пример је Круксов радиометар, један од првих модела уређаја чији се ротор (са крилцима која су са једне стране обојена црном, а са друге белом бојом) у делимичном вакууму окретао при излагању светлости. Постоји популатни мит да импулс апсорбоване светлости на црним лицима покреће радиометар, будући да црна боја упија фотоне, док их бела одбија. Међутим, ако је то тачно, радиометар би морао да се окреће далеко од нецрних лица, зато што фотони који се одбијају од белих лица шире још већи момент силе, него фотони које упије црна страна.
Николсов радиометар ради на другом принципу и осетљивији је од Круксовог.
Микроталасни радиометар ради на микроталасним дужинама и садржи племенити гас аргон који омогућава његово ротирање.